# Comuna Pripiceni-Răzeși, Rezina
Comuna Pripiceni-Răzeși este o comună din raionul Rezina, Republica Moldova. Este formată din satele Pripiceni-Răzeși (sat-reședință) și Pripiceni-Curchi.

## Demografie
Conform datelor recensământului din 2014, comuna are o populație de 1.069 de locuitori. La recensământul din 2004 erau 1.189 de locuitori.

## Administrație și politică
Componența Consiliului local Pripiceni-Răzeși (9 consilieri), ales la 5 noiembrie 2023, este următoarea:
|  | Partid                                        | Consilieri | Componență | Componență | Componență | Componență |
|  | --------------------------------------------- | ---------- | ---------- | ---------- | ---------- | ---------- |
|  | Partidul Dezvoltării și Consolidării Moldovei | 4          |            |            |            |            |
|  | Platforma Demnitate și Adevăr                 | 3          |            |            |            |            |
|  | Partidul Acțiune și Solidaritate              | 1          |            |            |            |            |
|  | Partidul Socialiștilor din Republica Moldova  | 1          |            |            |            |            |